# Centrum-periféria modell
A centrum-periféria modell a térbeli egyenlőtlenségi viszonyok kifejezésére szolgáló duális elméleti modell. A fogalompár használata tulajdonképpen Immanuel Wallerstein nevéhez fűződik, aki világrendszer-elméletében annak különböző területeit centrumra, perifériára, valamint a kettő közötti átmenetet félperifériára osztotta.
A centrum-periféria viszonyrendszer a regionális tudomány kitüntetett jelentőségű paradigmatikus modellje. E kettősség a térelemek egymáshoz fűződő kapcsolatán alapul. Nincs centrum periféria nélkül, se periféria centrum nélkül, a kettő ugyanis egymást feltételezi.
A modell térben és időben is relatív jelleggel bír. Előbbit meghatározza a térbeli keret, amiben vizsgálódunk. Egy centrum vagy periférikus pozíciót betöltő hely szerepe ugyanis eltérő aggregációs szinteken más és más lehet. A modellt azonban időbeli változás is jellemzi. Ennek leggyakrabban emlegetett példája a centrumterületek vándorlása a Földön a történelem során.

## Lehetséges értelmezések
A centrum-periféria modellnek három eltérő jelentése létezik:
- A helyzeti (földrajzi) centrum-periféria elsősorban a társadalom külső teréhez kapcsolódó fogalom. Ebben az esetben a centrum geometriailag kitüntetett földrajzi helyet jelöl, a periféria pedig a központhoz képesti peremhelyzetet. „E jelentésben a centrum az a pont, amely az adott halmaz (térség) többi pontjához összességében a legközelebb van, míg a perifériák a legtávolabbi pontok helyei.” (Nemes Nagy 2007, p. 211.)
- A fejlettségi (gazdasági) centrum-periféria modellek a gazdaságilag fejlett centrum térségeket állítják szembe az elmaradott, fejletlen periférikus helyekkel. Ez esetben a fogalompár a társadalom belső terének viszonyait tükrözi.
- A hatalmi (társadalmi) centrum-periféria a két térség között az érdekérvényesítés egyensúlytalanságán alapul. A centrum pozíciókban levő csoportok gyakorolják a hatalmat, míg hozzájuk képest a perifériák függő helyzetben, kiszolgáltatva állnak. Ezen értelmezés szintén a társadalom belső teréhez kapcsolódik.

## Kapcsolat az értelmezések között
A regionális tudomány centrum-periféria duált érintő legfontosabb vizsgálati kérdése, hogy a különböző jelentések között van-e valamilyen egybeesés, a társadalom külső és belső terének jellemzői milyen módon kapcsolódnak össze. A kutatások számos olyan esetet hoznak fel, amikor a három értelmezés szerint vett centrumok és perifériák megegyeznek. Ezzel szemben előfordul olyan helyzet is, amikor a különböző értelmezések szerint vett centrumok és perifériák nem esnek egybe. Például a Szovjetuniónak és a kelet-közép-európai országoknak a szocialista időszakra jellemző viszonyrendszerében a gazdasági és hatalmi centrumok eltérést mutattak.
Nemes Nagy József a helyzeti és a fejlettségi centrum-periféria viszonyrendszer együttlétezése alapján sajátos régiótípusokat határozott meg (ld. ábra). "Hazánkban ma a főváros és agglomerációja képezi a központi magterületet, a dinamikus perem példája az osztrák határmente, a külső perifériát a keleti határmenti régiók példázzák, belső perifériának tekinthető térségek mind a Dunántúl, mind az Alföld belső térségeiben megtalálhatók." (Nemes Nagy 2007, p. 213.)

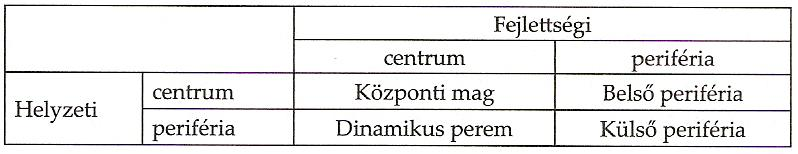
Régiótípusok a helyzeti és fejlettségi centrum-periféria viszonyrendszerben